# Primera División de Chile 1959
Primera División de Chile 1959 var den chilenska högstaligan i fotboll för herrar för säsongen 1959, som slutade med att Universidad de Chile vann för andra gången.

## Kvalificering för internationella turneringar
- Copa de Campeones de América 1960
  - Vinnaren av Primera División: Universidad de Chile

## Sluttabell
| Plac. | Lag                  | S  | V  | O | F  | GM | IM | MSK | Poäng |
| ----- | -------------------- | -- | -- | - | -- | -- | -- | --- | ----- |
| 1     | Universidad de Chile | 26 | 16 | 6 | 4  | 61 | 34 | 27  | 38    |
| 2     | Colo-Colo            | 26 | 16 | 6 | 4  | 57 | 32 | 25  | 38    |
| 3     | Santiago Wanderers   | 26 | 13 | 8 | 5  | 46 | 33 | 13  | 34    |
| 4     | O'Higgins            | 26 | 13 | 8 | 5  | 51 | 42 | 9   | 34    |
| 5     | Ferrobádminton       | 26 | 9  | 9 | 8  | 42 | 40 | 2   | 27    |
| 6     | Unión Española       | 26 | 9  | 8 | 9  | 32 | 38 | -6  | 26    |
| 7     | Magallanes           | 26 | 11 | 1 | 14 | 42 | 49 | -7  | 23    |
| 8     | Universidad Católica | 26 | 9  | 5 | 12 | 45 | 53 | -8  | 23    |
| 9     | Everton              | 26 | 8  | 6 | 12 | 44 | 42 | 2   | 22    |
| 10    | San Luis             | 26 | 8  | 6 | 12 | 39 | 50 | -11 | 22    |
| 11    | Rangers              | 26 | 6  | 9 | 11 | 36 | 47 | -11 | 21    |
| 12    | Audax Italiano       | 26 | 7  | 6 | 13 | 33 | 41 | -8  | 20    |
| 13    | Palestino            | 26 | 9  | 1 | 16 | 48 | 55 | -7  | 19    |
| 14    | Deportes La Serena   | 26 | 6  | 5 | 15 | 41 | 61 | -20 | 17    |

Deportes La Serena flyttades ner. Colo-Colo och Universidad de Chile hamnade på samma poäng och spelade därför en final för att avgöra vilka som skulle koras som mästare säsongen 1959.

## Final
|  | 11 november 1959 | Universidad de Chile | 2–1 | Colo-Colo | Estadio Nacional, Santiago                 |  |
|  |                  |                      |     |           | Publik: 40 744 Domare: José Luis Praddaude |  |
|  |                  |                      |     |           |                                            |  |
|  |                  |                      |     |           |                                            |  |

| Primera División Vinnare av Primera División 1959 |
| ------------------------------------------------- |
| Chile                                             |
| Universidad de Chile 2:a titeln                   |